# Rhabdosoma brevicaudatum
Rhabdosoma brevicaudatum is een vlokreeftensoort uit de familie van de Oxycephalidae. De wetenschappelijke naam van de soort is voor het eerst geldig gepubliceerd in 1888 door Stebbing.